# Martyr Worthy
Martyr Worthy is een plaats en civil parish in het bestuurlijke gebied Winchester, in het Engelse graafschap Hampshire met 110 inwoners.